# Крабла
Крабла (исл. Krafla) — кальдера диаметром около 14 км и высотой  818 м, находящаяся в 90-километровой зоне рифта. Расположена в северной части Исландии, в 15 км к северо-востоку от озера Миватн.
Крабла включает кратер Вити (исл. Víti — ад), один из двух известных кратеров с таким названием в Исландии (другой находится в Аскье). Внутри кратера Вити располагается озеро зелёного цвета. Крабла также включает в себя геотермальную область Наумафьядль (Námafjall), в которой находятся грязевые вулканы и фумаролы.
В современный постледниковый этап произошло 18 извержений в кальдере Крабла и ее ближайших окрестностях, и около 15 извержений в районе Намафьядль. Купола Hlídarfjall и Hrafntinnuhryggur возникли в последнюю эпоху оледенения.
В период с 1724 по 1729 год здесь возникло большое количество «паразитических» вулканов и субвулканов, при эксплозивном извержении которых можно было видеть фонтаны лавы даже с южной части острова. Лава уничтожила 3 фермы в деревне Рейкьяглид (Reykjahlíð), люди при этом не пострадали.
В 1975 году на вулкане Крабла началось долговременное рифтовое извержение. Оно сопровождалось вулканическим тремором, землетрясениями, подъёмами и оседаниями грунта и раскрытием многочисленных трещин, а также усилением геотермальной активности. В период с декабря 1975 года по сентябрь 1984 года произошло около 17 вулканических событий. Во время этих извержений анализ сейсмической активности показал, что под вулканом находится большая магматическая камера.
В 1978 году недалеко от вулкана введена в эксплуатацию геотермальная электростанция Крюфлустюд (Kröflustöð).
Обследование, проведенное в 2006 году, выявило крайне высокие температуры на глубинах от 3 до 5 км, такие благоприятные условия привели к созданию первой скважины в рамках проекта глубокого бурения в Исландии (IDDP). Бурение обнаружило магму на глубине 2,1 км.